# 다카오카정 (미야자키현)
다카오카정(高岡町)은 2005년 12월 31일 까지 미야자키현의 중부에 존재했던 정이다. 
2006년 1월 1일 미야자키시에 편입되어, 미야자키시의 합병특례구가 되어 5년후의 2011년에 지역자치구에 이행되었다.

## 지리
마을 중앙을 동서로 오요도 강이 흐르고 있다. 평지부는 주로 오요도 강을 따라 있고, 이를 사이에 두고 전체적으로 낮은 산지가 펼쳐져 있다.

## 역사
- 1889년 5월 1일 - 정촌제 시행에 수반해 다카오카촌이 성립하였다.
- 1920년 4월 1일 - 정으로 승격해, 다카오카정이 되었다.
- 1955년 4월 1일 - 다카오카정, 히가시모로카타군 기요시사촌이 합병해 다카오카정을 신설하였다.
- 2006년 1월 1일 - 미야자키시와 편입되어 지역자치구 (다카오카정) 가 설치되었다.
- 2011년 11월 1일 - 합병특례구 설치기간이 종료되어 지역자치구인 '다카오카'가 되었다.

## 교통

### 도로
- 국도 제10호선
- 국도 제268호선